# Mulona lapidaria
Mulona lapidaria is een beervlinder uit de familie van de spinneruilen (Erebidae). De wetenschappelijke naam van de soort werd voor het eerst geldig gepubliceerd in 1866 door Francis Walker.